# Medicinski potpomognuta oplodnja
Medicinski potpomognuta oplodnja, MPO (engl. assisted reproduction) visoko je specijalizirana grana medicine kojom se liječi neplodnost, najčešće u slučajevima kada se uzroci neplodnosti ne mogu otkloniti. 

## Postupci medicinski potpomognute oplodnje
Najčešći postupci medicinski potpomognute oplodnje su inseminacija ili IUI, izvantjelesna odnosno in vitro oplodnja ili IVF, intracitoplazmična injekcija spermija ili ICSI te prijenos odmrznutih zametaka ili FET (engl. Frozen Embryo Transfer). Ostale metode kao ITI (inseminacija u jajovodu umjesto maternici), GIFT (prijenos jajne stanice i spermija u jajovod da se oplodnja dogodi tamo), ZIFT (prijenos zigote, odnosno oplođene jajne stanice u jajovod, gdje se u prirodi događa oplodnja) su uglavnom napuštene te se više niti ne bilježe u registrima medicinski potpomognute oplodnje. Novija i još nerasprostranjena metoda je in vitro sazrijevanje jajnih stanica ili IVM (engl. in vitro maturation). 
Uvriježen je naziv „umjetna oplodnja“ za postupke medicinski potpomognute oplodnje. Međutim, i materijal (jajna stanica i spermij), i sam proces oplodnje, su posve isti kao i kod spontanih začeća. Kod inseminacije, oplodnja se događa u tijelu, tj. to je unutartjelesna oplodnja. Metode IVF-a i ICSI-ja su metode izvantjelesne oplodnje jer do oplodnje dolazi van tijela. Kod IVF-a, jajne stanice se kroz zid vagine dugačkom iglom izvade iz jajnika žene i pomiješaju u Petrijevoj zdjelici sa spermijima muškarca u omjeru 1:75,000 te se ostave da se oplodnja desi prirodno. Kod ICSI metode, kad nema dovoljno dostupnih kvalitetnih spermija, zaobilazi se prodiranje spermija kroz omotač jajne stanice direktnim ubacivanjem spermija u jajnu stanicu, međutim, sama rekombinacija DNK molekula iz muške i ženske stanične jezgre i ostali stanični procesi su isti kao i kod spontanog začeća. Budući da su i ženska i muška spolna stanica i sam proces oplodnje jednaki kao i u prirodi, koristi se termin medicinski potpomognuta, a ne umjetna oplodnja, jer medicina samo omogućava da do oplodnje dođe, ali ne zamjenjuje sam proces oplodnje umjetnim postupkom. 
Medicinski potpomognuta oplodnja je tek krajnji oblik liječenja neplodnosti kad su sve ostale opcije iscrpljene. Prije pristupa ovim metodama liječnik može, ovisno o dijagnozi i pojedinačnom slučaju, preporučiti promjenu stila života (prestanak pušenja, zdrava hrana itd), lijekove za izazivanje ovulacije (klomifen citrat) ili ublažavanje insulinske rezistencije (metformin), „propuhivanje jajovoda“ za žene ili operaciju varikokele za muškarce. Važno je međutim naglasiti da nije uputno predugo čekati s ozbiljnijim oblicima liječenja jer plodnost para i uspjeh medicinski potpomognute oplodnje znatno pada s godinama, a nakon navršene 35. godine života žene pravodobnost učinkovitog liječenja postaje gorući problem.  
Inseminacija se kod čovjeka provodi već dva stoljeća. Radi se o tehnički nezahtjevnoj metodi gdje se pripremljeno sjeme muškarca kroz dugu tanku cjevčicu ubacuje u maternicu žene i na taj način zaobilazi grlić maternice koji je prirodna barijera za strana tijela, pa tako i spermije te predstavlja najveću prepreku prolasku spermija do maternice i jajovoda. 

## Razvoj MPO
Prvo dijete začeto inseminacijom rođeno je 1839. jednoj grofici, a rezultat je u medicinskoj literaturi objavio francuski doktor Girault.
Od prve uspješne oplodnje jajne stanice izvan ljudskog tijela 1963. do rođenja prve „bebe iz epruvete“, Louise Brown, 1978. prošlo je 15 godina. Stopa uspjeha, odnosno broj trudnoća po postupku, bila je na početku vrlo niska. Poboljšana je uvođenjem kontrolirane stimulacije jajnika kojom se umjesto jedne jajne stanice prosječno proizvede njih desetak. Iako se oplodnjom više jajnih stanica može dobiti više zametaka nego je moguće odjednom vratiti ženi, ostali zameci mogu se zamrznuti za sljedeći postupak u slučaju neuspješnog postupka ili nakon uspješne trudnoće. Manji broj postupaka ima dovoljno zametaka za zamrzavanje – primjerice, samo 30% postupaka u Španjolskoj imalo je dovoljno zametaka za zamrzavanje.
 Zameci koji se zamrznu ne mogu biti stariji od 5 dana starosti jer tada počinje prirodno ugnježđivanje u maternicu (implantacija). Zametak tada ima oko stotinjak stanica i promjera je oko 0.1mm. Razlog zašto mnogo zametaka spontano umre je što mnogi zameci, bilo oni začeti spontano ili u laboratoriju, imaju kromosomske greške (aneuploidije). Primjerice, tek 30% spontano začetih zametaka kod zdravih parova na kraju završi rođenjem bebe, a kod neplodnih parova taj postotak može biti i manji.Većina aneuploidija izgleda potiče već od jajne stanice, a manji dio od spermija, međutim to nije vidljivo niti mikroskopom i genetska nepravilnost može se utvrditi tek nakon što zametak počne proizvoditi vlastite proteine i prestati pratiti programirane stope u razvoju. Smatra se da oko 50% spontanih pobačaja ima kromosomske uzroke kod utvrđenih trudnoća. Što je trudnoća više poodmakla, ima manje spontanih pobačaja. Dakle, može se logično zaključiti da su spontani pobačaji najčešći prije nego što se trudnoća može utvrditi, odnosno prva dva tjedna nakon oplodnje. Znanstvene studije to potvrđuju. 
U samo 30 godina uz pomoć ove tehnologije rođeno je u svijetu oko tri milijuna djece, od čega pola milijuna iz odmrznutih zametaka. U Hrvatskoj je oko 20,000 djece rođeno ovim metodama. Pregled stopa trudnoća po transferu pojedinog postupka 2005. u Europi je u sljedećoj tablici: 
metoda	stopa trudnoća
inseminacija (Europa)	13%
IVF (Europa)	30%
ICSI (Europa)	31%
FET (Europa)	20%
IVF kod optimalne grupe pacijenata (Maribor)	preko 50%
prirodni IVF (s 1 jajnom stanicom) (Maribor)	9%
transfer 2 odlična zametka kod žena 25-35 godina	40%
transfer 2 suboptimalna zametka kod žena 25-35 godina	20%
transfer 2 odlična zametka kod žena 40-44 godina	17%
transfer 1 zametka kod žena ispod 30 godina	20%
transfer 1 zametka kod žena iznad 40 godina	6%

## Stavovi monoteističkih religija prema medicinski potpomognutoj oplodnji
Katolička crkva protivi se svakom obliku medicinski potpomognute oplodnje. Prvi razlog je isti kao i protivljenje svakoj kontracepciji, jer se bračni odnos odvaja od prokreacije. Drugi razlog je protivljenje zamrzavanju zametaka, za koji smatraju da oštećuje zametke te ih dovodi u opasnost da se par ne vrati po njih, kao i selekcija zametaka koja se navodno provodi kod zamrzavanja zametaka. 
Iako islam nema centralni autoritet koji bi dopustio ili zabranio medicinski potpomognutu oplodnju, već se za religijsko učenje oslanja na fatve imama, liječenje neplodnosti smatra se dužnošću, a smatra se da fetus stječe dušu 40 do 120 dana nakon oplodnje. Metode medicinski potpomognute oplodnje su dozvoljene dok se koriste spolne stanice bračnih partnera, kao i zamrzavanje i uništenje zametaka. 
Stav judaizma prema medicinski potpomognutoj oplodnji potječe iz Božje zapovijedi „idite i množite se“. Izrael kao religiozna država financira postupke medicinski potpomognute oplodnje do rođenja dva djeteta, bez obzira na broj potrebnih postupaka. IVF i zamrzavanje zametaka je dozvoljeno.

## Unutarnje poveznice
- Umjetna oplodnja